# Fataburen
För andra betydelser, se Fataburen (olika betydelser).
Fataburen är sedan 1906 namnet på en kulturhistorisk årsbok som utges av Nordiska museet i Stockholm. 
Namnet är hämtat från ordet 'fatabur', och upplagan är cirka 3 000 exemplar.
För närvarande har varje ny årsbok ett kulturhistoriskt tema, till exempel Skansen 125 år (2016), åldrande (2015), eller lek och spel (2014).

## Historik
Fataburen startade som ett häfte år 1881 med titeln "Meddelanden", sammanställt av museets grundare Artur Hazelius för medlemmarna i stödföreningen Samfundet för Nordiska museets främjande, och utgavs från 1887 under titeln "Meddelanden från Samfundet för Nordiska museets främjande". När publikationen 1906 bytte namn till "Fataburen: Kulturhistorisk tidskrift" kom de mer vetenskapliga artiklarna att dominera innehållet. Från början var den en kvartalstidskrift, men utges sedan 1931 som årsbok.